# Смирдан (Ботошань)
Смирдан (рум. Smârdan) — село у повіті Ботошані в Румунії. Входить до складу комуни Сухареу.
Село розташоване на відстані 406 км на північ від Бухареста, 40 км на північ від Ботошань, 132 км на північний захід від Ясс.

## Населення
За даними перепису населення 2002 року у селі проживали 703 особи, усі — румуни. Усі жителі села рідною мовою назвали румунську.